# Хеневілья
Хеневілья (ісп. Genevilla) — муніципалітет в Іспанії, у складі автономної спільноти Наварра. Населення — 98 осіб (2009).
Муніципалітет розташований на відстані близько 270 км на північний схід від Мадрида, 65 км на захід від Памплони.

## Демографія
Динаміка населення (INE ):

## Галерея зображень

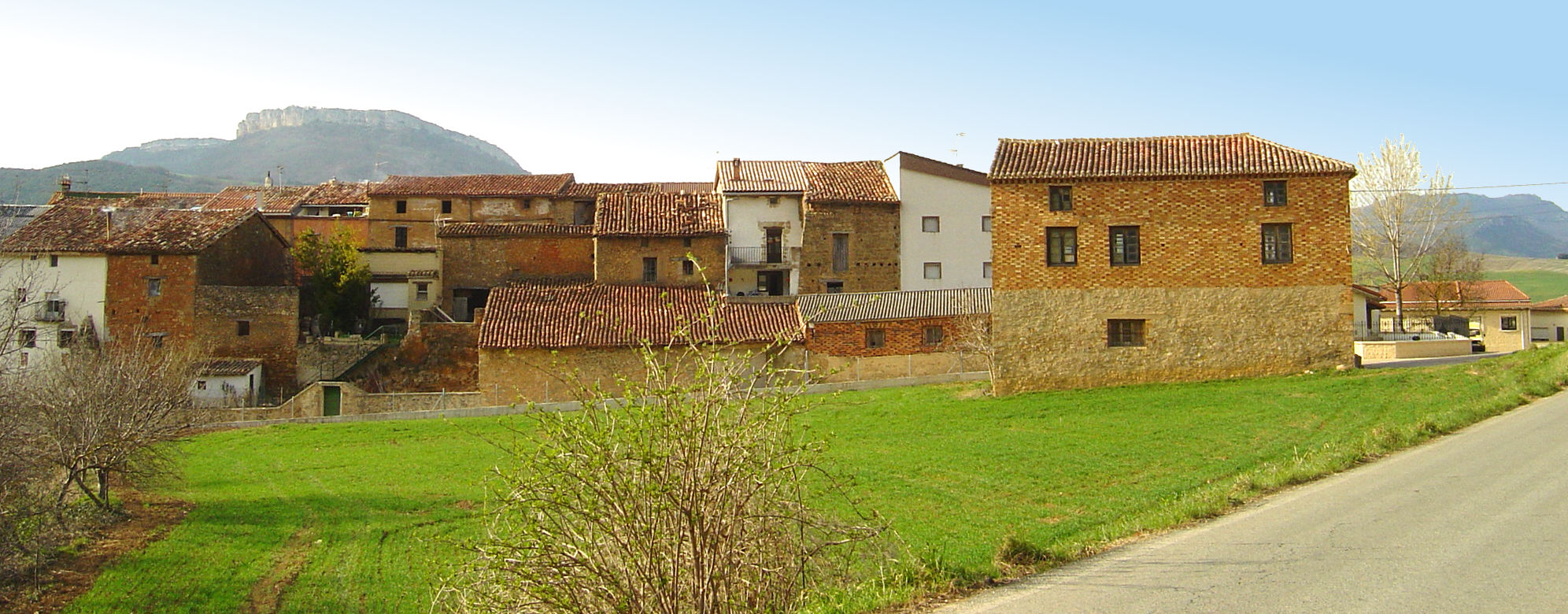
Хеневілья